# Чаталтепе
Чаталтепе (тур. Çataltepe) је насељено место у округу Лапсеки у вилајету Чанакале, Турска. Према попису из 2020. било је 125 становника.
Чаталтепе настањују Бошњаци, чији су се преци доселили из Босне и Црне Горе. До 1914. године у селу је живело бугарско становништво.